# Becquerelita
La becquerelita és un mineral de la classe dels minerals òxids. Va ser descoberta l'any 1922 a les mines de Katanga (República Democràtica del Congo), sent nomenada així en honor de Henri Becquerel, físic francès que va descobrir la radioactivitat.
Un sinònim poc usat és beckerelita.

## Característiques químiques
És un òxid-hidròxid d'urani amb cations addicionals de calci, amb estructura molecular de poliedres pentagonals de UO2(O,OH)5. La seva fórmula química va ser actualitzada l'any 2025 a Ca(UO₂)₆O₄(OH)₆(H₂O)₈, degut a que a partir del mes de juliol de 2025 canvia la manera en que es mostren les molècules d'aigua a les fórmules depenent si els oxígens pertanyen a algun poliedre de coordinació o no. A més dels elements de la seva fórmula, sol portar com a impuresa plom.

## Formació i jaciments
Es forma com a producte de l'alteració a la intempèrie de la uraninita a les zones d'oxidació de dipòsits d'urani sedimentaris i, més rarament, en roques pegmatites.
Sol trobar-se associat a altres minerals com: uraninita, schoepita, soddyita, curita, fourmarierita, dewindtita, iantinita, wölsendorfita, rutherfordina, masuyita, kasolita, johannita, uranopilita o zippeíta.